# 司法官弄花事件
司法官弄花事件（しほうかんろうかじけん）は、1892年（明治25年）、当時の大審院長であった児島惟謙をはじめとした司法官が、花札（弄花）で違法な賭博を行っていたとされた事件。児島のほか、6名の大審院判事が判事懲戒法の規定に基づいて懲戒裁判の申立てを受けたが、懲戒裁判において全員免訴となった。

## 経緯
当時、花札は各家庭に1つずつ普及していたとされるほど社交の具として流行しており、上流社会では待合などで公然と花札賭博が行われていたとされる。

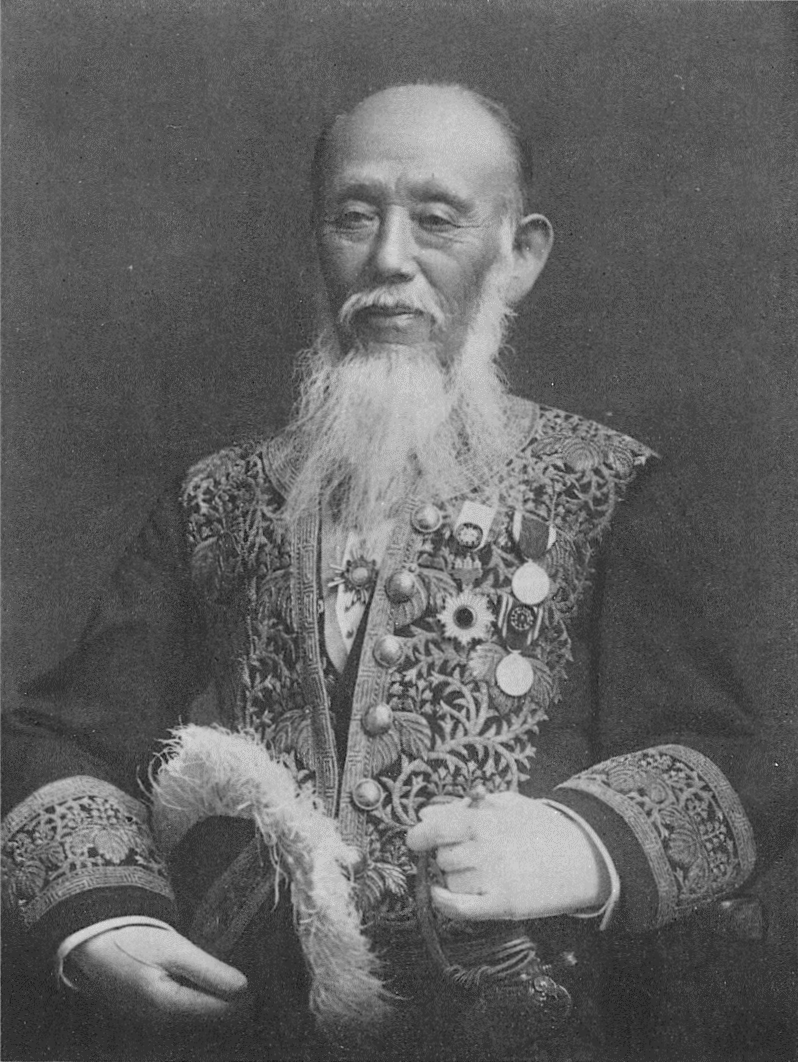
児島惟謙

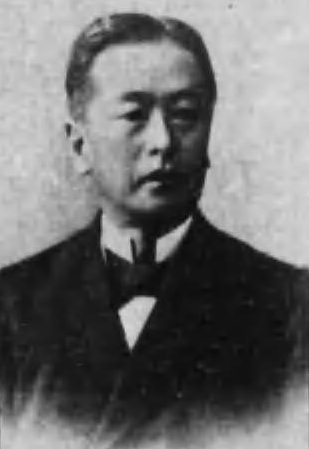
岸本辰雄

そのような状況下において、1892年（明治25年）、大審院判検事の間でも花札賭博が行われているとの噂がされるようになった。この噂が立ったのは、大審院検事であり無類の花札好きであった磯部四郎が、同僚の検事との雑談の中で、児島大審院長や岸本辰雄大審院判事らとの花札賭博について話したことがきっかけと考えられている。
この噂を知った大審院判事の児玉淳一郎は、同年3月上旬に噂のあった者を訪ねて将来を諌めた上で、児島にも忠告を行ったところ、児島は花札をした事実を認め、以降は慎むと厚意を示した。これを受けて児玉は、司法次官の三好退蔵、東京控訴院長の南部甕男、東京控訴院検事長の高木秀臣、大審院検事の今井艮一らにこのことを告げて厳重に処罰するように求め、更に同年4月には検事総長である松岡康毅にも不問とするべきではないと主張した。松岡は大事にしないように児玉を宥めたものの、これを不問にするというのであれば止む無く内閣総理大臣に処分を請わなければならないとまで主張したとされる。
児玉からの訴えを受けた松岡は、三好、南部及び高木と相談し、4名の代表として南部が児島を訪ねて事実確認を行うと、児島は花札をしたことを認めた。これを受けた松岡は、司法官の不祥事を看過すべきではないと考えつつも、この不祥事が大々的に外部に流れることを嫌い、当時の司法大臣であった田中不二麿と協議を行った上で、大審院長であった児島には自発的な引退を促し、他の大審院判事については戒飭処分とすることとした。
そこで、南部が児島に引退するよう促したが、児島はこれに応じなかった。その理由としては、花札をしたことは事実であるものの、金銭を賭けたことはなく、いずれも遊戯に過ぎないものであるから決して悪事を行ったものではないということにあった。この主張は、1892年（明治25年）5月6日付けの国民新聞に掲載された児島のインタビュー記事においても一貫しており、花札で遊んだこと自体は認めるものの、金銭を賭けたことはないと答えている。なお、児島は、1872年（明治5年）及び1873年（明治6年）に司法省に対して「賭博罪廃止意見」を2度にわたり提出する等、花札が好きであったことは確かなようであった。

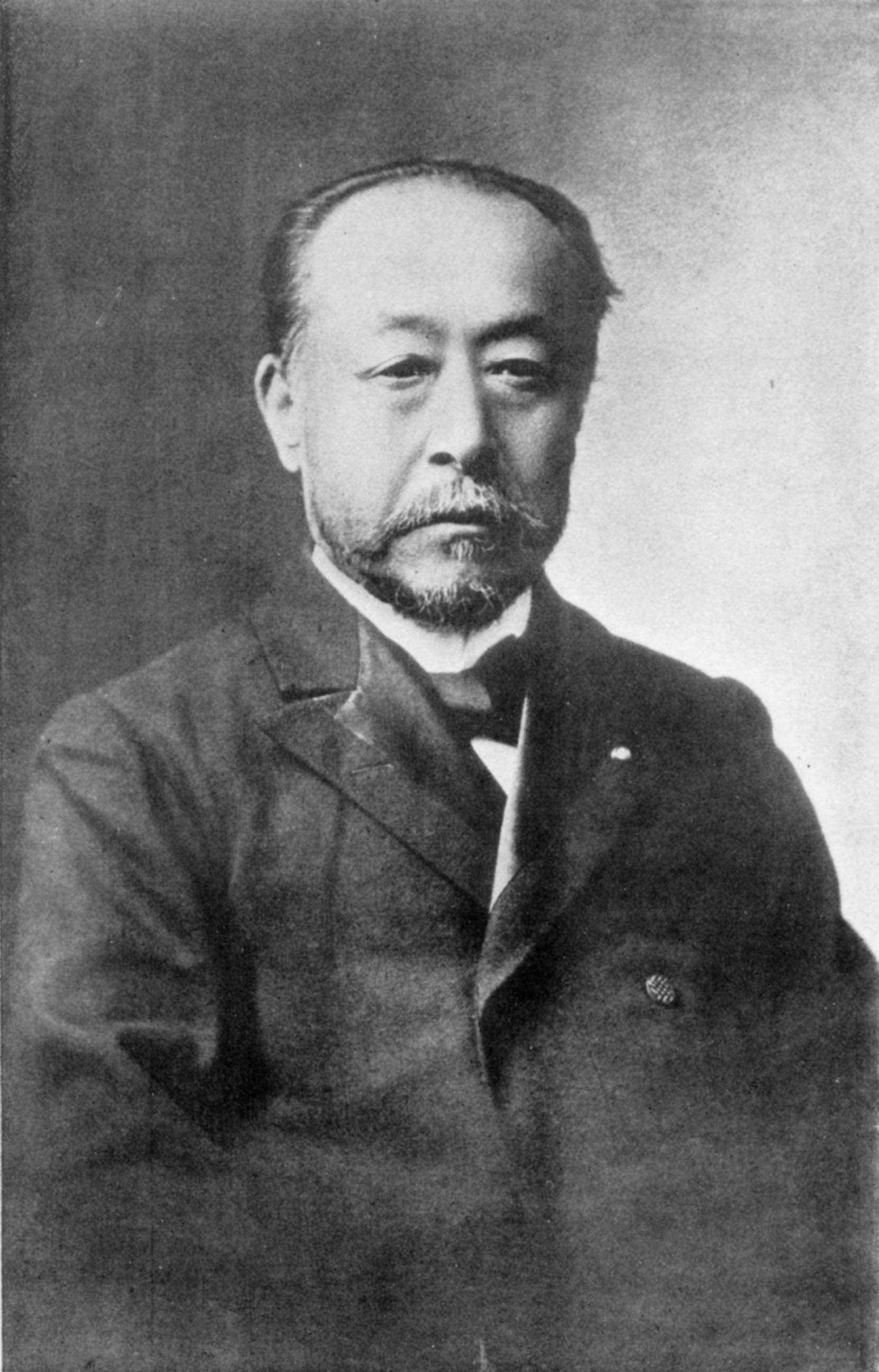
田中不二麿

この児島の態度は三好、南部及び高木の説得を経ても変わることなく、田中法相は対応を1892年（明治25年）4月26日の閣議に諮った。そこで農商務大臣の河野敏鎌が児島の説得に当たったがそこでも引退を拒絶され、むしろ児島は懲戒裁判を受けることを希望するに至った。裁判官は懲戒裁判によってしか身分を失わない（大日本帝国憲法第58条）との定めから、何ら法的根拠のない辞職勧告に屈するよりも（司法大臣には裁判官に辞職を勧告する権限はなかった。）裁判官の身分保障を守るために自ら進んで懲戒裁判を受けることとしたと考えられている。
そうこうしているうちに、同年4月28日に東京府下の新聞が本件を大々的に報道するようになり社会問題化した。司法部内の批判の声も大きくなり、田中法相は、同月29日の閣議において、自ら児島と交渉した上で説得に失敗した場合には懲戒裁判もやむなしとの了承を得た上で児島と交渉を行ったが、失敗に終わった。そこで、遂に田中法相は懲戒裁判の申立てをすることとし、同年6月16日の閣議を経て明治天皇に上奏し、その裁可を受け、懲戒裁判の申立てを松岡に命じるに至った。田中法相は児島を引退させることに失敗した責任を取り、懲戒裁判の結果を待たず同月23日に辞職した。
なお、本件については警視庁及び東京地方裁判所検事局が捜査を行っており、待合の芸妓を呼び出して取調べを行っていた。警視庁の取調べは、令状なしに勾引・勾留されて行われたとされる（後述のとおり、当時は検察にも警察にも強制処分の権限はなかった）。これにより、芸妓2人が、大審院判事らと50銭を賭けて花札をしたと述べる警察調書が作成された。なお、待合の女将は、警察の取調べにおいても懲戒裁判においても一貫して否認したが、これにより数日間警察署に留置され続けた。
ちなみに、当時適用のあった刑法（明治13年太政官布告第37号）では、単純賭博罪の処罰は現行犯に限定されていた。
第二百六十一條　財物ヲ賭シテ現ニ博奕ヲ爲シタル者ハ一月以上六月以下ノ重禁錮ニ處シ五圓以上五十圓以下ノ罰金ヲ附加ス其情ヲ知テ房屋ヲ給與シタル者亦同シ但飮食物ヲ賭スル者ハ此限ニ在ラス
つまり、仮に本件の賭博が事実であったとしても、現行犯ではない以上は処罰対象ではないから、刑事事件の問題とはできなかったので、あくまで懲戒裁判の問題となったのである。このことについては、懲戒裁判の申立書において、判事懲戒法第55条の規定により、刑法上の制裁はなくとも判事懲戒法上の制裁は免れられないと主張が行われている。

## 懲戒裁判
1892年（明治25年）6月17日、松岡は懲戒裁判所に、被告人らの次に掲げる行為が懲戒に値するとして、懲戒裁判の申立てを行った。
1. 被告人らは、1891年（明治24年）12月から1892年（明治25年）4月15日の間、日本橋浜町二丁目の待合「初音屋」、日本橋蛎殻町二丁目の待合「喜楽亭」等において、待合の主人や芸妓を相手に花札賭博を行った。
2. 児島は、1891年（明治24年）5月に、大津市に出張中賭博を行った（なお、この大津市の出張は、大津事件の裁判に関する出張であったとされている）。

申立て対象となったのは次の大審院判事であった。なお、中定勝の弁護人は、本事件発覚により依願免職し、後に代言人となった元大審院検事の磯部が務めた。
- 児島惟謙
- 中定勝
- 栗塚省吾
- 加藤祖一
- 高木豊三
- 岸本辰雄
- 亀山貞義

この申立てを受けて懲戒裁判が動き始めることとなったが、これを管轄する懲戒裁判所は、判事懲戒法第9条第2項の規定により大審院長を加えた7人の大審院判事で構成されるところ、当時の懲戒裁判所の構成員が大審院長である児島のほか3名が被告人でもあったため、改めて判事を選び直すこととなった。その結果、本件の対応は次のような構成で行うこととなった。当初は小松弘隆が含まれていたが、小松は児島の末の子を養子にしていたので、松岡の忌避申立てにより岡村以蔵に変更されたものである。松岡は、原田、寺尾及び安居についても本事件に関係があるとして忌避申立を行っていたが、これは受け入れられなかった。
- 原田種成（裁判長）
- 筧元忠
- 本尾敬三郎
- 寺尾直
- 安居修蔵
- 増戸武平
- 岡村以蔵

懲戒裁判所の構成が固まったところで、判事懲戒法第17条の規定に基づき、懲戒裁判を開始すべきかどうかをまず決定する必要があった。逆に言えば、懲戒裁判所には、懲戒裁判を開始せず具体的な判断を回避するという選択肢があった。
第十七條　懲戒裁判所ハ檢事ノ申立ニ因リ又ハ職權ヲ以テ懲戒裁判ヲ開始スヘキヤ否ヲ決定ス但シ職權ヲ以テスル場合ニ於テハ檢事ノ意見ヲ聽クヘシ
ここで懲戒裁判所判事間で意見が対立した。不開始派（安居・寺尾・岡村と考えられていた）の主張は、大審院長をはじめとした司法官を賭博類似の裁判にかけることは国家の恥であるうえ、本件は現行犯でもなく、確実な証拠があるわけでもなく、相互嫌悪の衝突に過ぎないのだから、これを強行することは他の目的があるとしか思えないため開始すべきではないというもので、開始派（本尾・筧・増戸と考えられていた）の主張は、本件を糾明せずに隠滅するような事態は結果として司法権の独立を害するというものであった。このように3人ずつの同数に陣営が分かれていたことから、懲戒裁判の開始・不開始は裁判長の原田の判断にかかることとなった。原田は検事局から忌避の申立てをされていたことから不開始派に属するものと見られていたが、意外にも同年6月27日に懲戒裁判開始の決定がなされた。これは、懲戒裁判所内において、真偽はともかく証拠が提出されているのだから、とりあえず受理の上で是非を決定すべきとする説が多数となったためと言われている。
開始決定が行われたので、同年7月2日から同月6日にかけて受命判事である芹沢政温及び木下哲三郎により下調（判事懲戒法第22条・第23条、通常の裁判における予審に当たるもの。）が行われ、三好、児玉、磯部、待合の芸妓等23名の証人の対質訊問が行われた。三好らに対する訊問の内容は、主に彼らが児島への辞職勧告を行った際、児島が自ら花札を行ったことを自白した顛末についてであった。
その結果、同月12日、懲戒裁判所は、警察によって作成された芸妓らの調書は法律によらない訊問によって成立したものであり、証拠能力を有さないと判断した上で、被告人らが金銭を賭けて博打をしたと認めうる証拠が一つも存在しないとして、判事懲戒法第27条第2項の規定に基づき、口頭弁論を開くことなく被告人全員を免訴とする判決を行った。懲戒裁判は一審制のため、この判決はそのまま確定した。松岡はこの裁判を不法なものとして再度懲戒裁判を開くように原田裁判長に求めたが、聞き入れられなかったという。

## 影響

### 進退問題

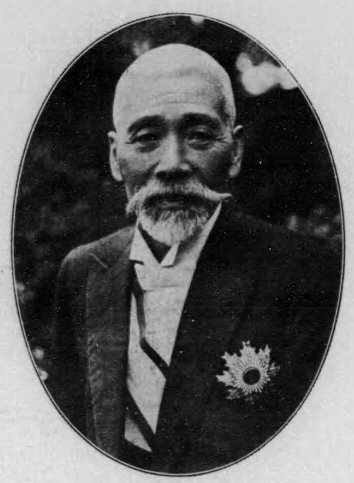
松岡康毅

懲戒裁判においては免訴となった児島らであったが、世論はこれを許さず、「徳義上の責任」を追及する声は止まなかった。つまり、目的が金銭でなければ賭博ではないというのは所詮は法律上の解釈に過ぎず、常識的にはこのような解釈は受け入れがたいもので、それが大審院長によって行われるようなことは不徳義の極みであって、仮に免訴となったとしても責任を取るべきというものである。
また、明らかな証拠をもって訴追せず、芸妓の女子を法廷に証人として立たせたことは卑劣である上に、同僚同士の会話を捉えて自白とするのは陰険な行為であり、司法官の威厳に傷を付けて裁判の信用を地に落としたとして、訴えを提起した松岡らの責任を追及する声も強く起こった。
このように、国民の間では喧嘩両成敗として関係者の責任を求める論調が一般的となり、司法部内部でも、風紀保持のために勇退しなければならないとの声が強まった。このような状況から、1892年（明治25年）8月8日に第2次伊藤内閣が成立すると、児島を大審院長に抜擢した山縣が伊藤博文の意向を受け、児島を辞職させるべく説得に当たった。伊藤と山縣は、事実がどうであれ、噂が立ってしまったことについて大審院長である児島には結果責任があると考えていた。
山縣らの説得を受けた児島はついに、松岡も辞めるのであれば自分も辞めるとの返答をするに至った。元から喧嘩両成敗としての解決を考えていた山縣は、松岡及び三好を辞職させるべく説得を行い、その結果、松岡らは事件を大きくした責任を取って同年8月20日付けで辞職した。これを受け、児島も同月23日に辞職するに至った。児島の辞職が松岡らの3日後となったのは、本事件によって松岡と同時に罷免されたかのように官報に掲載されたくないという、児島の希望であったと考えられている。なお、判決の後、加藤、高木、今井らが相次いで辞職し、本件の処分に積極的であった児玉も1894年（明治27年）4月に辞職している。
松岡はこの辞職について、児島を排斥するための犠牲となったと日記で述べている。

### 訊問調書の効力
当時の刑事訴訟法（明治23年法律第96号）では、実質的な捜査を予審において行うものとして予審判事に捜査権を与え、警察や検察は現行犯の場合を除いて強制処分を行う権限を有していなかった。しかし、実務上は強制的に被疑者を呼び出して調書を作成し、これを裁判において証拠として提出するという運用を行っていたところ、本判決は当該調書の効力を「法律に依らざる訊問に成立たる無効のもの」としたことで、当該運用が否定されることになった。これにより検察が取調べに抑制的となったほか、警察の反感を呼び、暫くは現行犯以外の場合には被疑者の聴取を行わずに送致する取扱いとなったことで、捜査不十分の案件が生じ、無罪判決が増加したとされる。
なお、この判決は次第に、警察や検察が追及的な質問をして被疑者に強いて供述を得ることが刑事訴訟法上認められていない「訊問」であると理解されるようになり、以後は、関係人が自由に話したことをそのまま録取した「陳述書」形式が利用されるようになった。この理解は、大審院の判決（明治36年10月22日刑録9輯1721頁）が警察官の作成した「関係人ノ自由任意ニ出テタル供述ヲ録取セル書類」の証拠能力を認めることによって、大審院でも追認されることになった。

## 評価
本事件については、「護法の神様」と呼ばれた児島のスキャンダルであったことから、事件当時から昨今まで様々な評価が存在している。

### 政府による大津事件の報復
大津事件において、ロシア帝国皇太子の暗殺未遂事件を起こした津田三蔵に対し、政府は報復をおそれて津田を死刑にするため裁判官に圧力をかけたが、児島がこれに反発し無期徒刑に処して裁判官の（政府からの）独立を守ったとされる。本件は、このことに対する政府上層部の報復であるとする見方が有力で、事件当時からもこのように考えられていたとされる。松岡を道連れにしてでも児島を排斥しなければならなかったことが、まさに政府上層部の意思であったことを示すと考えられている。このことを示すように、大津事件の判決の後、津田の死刑を強固に主張していた西郷従道内務大臣は次のように捨て台詞を述べたという。
また、経緯のとおり、大審院判事であった児玉は児島らの処分に極めて積極的であったが、小田中聰樹は児玉のこの積極性について、児玉は長州藩士であるところ、本件の収拾を行い最終的に児島を辞職させた同じ長州藩士の山縣有朋と何らかの関係があったのではないか、また、児玉が佐々木高行（大津事件当時の枢密顧問官であり、児島と同事件の処理方針が対立していたと考えられている。）の女婿であったことが児島糾弾に繋がったのではないか、と推論する。一方、楠精一郎はこの推論を牽強付会にすぎるとし、児玉が太政官留学生であってアメリカのワシントン大学で法学を学んだ経験から、旧態依然の日本の司法官の常識感覚に不満を抱いただけではないか、とこれを否定している。
以上のように、政府の報復と考える見方は様々な観点から有力であるが、当時、不平等条約の改正が政府にとっての喫緊の課題である中で、大審院長の不祥事を明らかにして国家の威信を失墜させることは政府にとってはマイナスでしかないとしてこれを否定する説もある。

### 判事対検事の勢力争い
本来は司法部内で隠蔽されるはずの不祥事が大々的に明るみに出たのは、判事対検事の勢力争いによるものとの見方がある。これは松岡の陰謀であって、検察による児島の追い落としを行ったというものであり、当時の新聞でもこのような見方があった。児玉以外で懲戒裁判に積極的であったのが検事らであり、大審院検事の全員が懲戒裁判の証人となったこと、児島が松岡に先んじて大審院長となったこと、わざわざ懲戒裁判の判決において訊問調書の効力を無効としたことからこのように考えられるとされている。
また、1892年（明治25年）4月21日に何者かによって作成された「辞職勧告書」が大審院判事に配布される事態が発生して大問題となったが、後に当該文書の作成者が今井大審院検事及び東京地方裁判所検事の尾立維孝であったことが判明したことも、検事側が本件の表面化に極めて積極的であったことを示すものと考えられている。
ただし、大山卯次郎は、松岡の日記を根拠として、そもそも児島を大審院長に推したのは松岡であって、大津事件では松岡は一貫して児島の事件処理方針を支持しており、判事・検事に派閥などなく、確執は存在しないとして、このようなことは有り得ないとしている。しかし、楠精一郎は、児島の前任の大審院長であった西成度が危篤になった際、松岡がその後任に就任したいから児島に協力してほしいと手紙で依頼し断られたと伝わっていること、山田顕義法相が大審院長の選考に当たって「尾崎に依る者」「松岡に依る者」「児嶋に依る者」「党派の如き形状なきも三好に依る者」「西に依る者」と大審院内部の党派を分類し勢力を分析して誰をどのポストに付けるかを検討している書簡があること、松岡自身が「遂に児島を排斥するの犠牲と為る」として派閥闘争であったことをうかがわせる記述をしていることから、大山の主張は説得力がないとする。

### 非学士である判事の排斥
末澤国彦は、本事件は学士ではない判事を司法官から排除するために起こされたものであると主張した。すなわち、当時の明治政府は、不平等条約の改正を目指すために東京大学法学部や各種法律学校等の教育機関を設立し、西欧法制に基づいた体系的な法学教育の体制を整えていた。これを学んだ者らが司法官のメインストリームとなるためには、その体制が整う前まで司法を担当していた、学士でなく法知識や技術が十分でない封建的な発想を持った司法官の存在は不都合であるとして、その中心人物である児島を排斥する必要が生じたために起こされたというものである。